# Colección La Fauna
Colección La Fauna, son una serie de libros de divulgación científica bajo un formato apto para todo público, con énfasis en niños entre 8 y 12 años, sobre la biología e historia natural de la fauna silvestre venezolana. Los primeros cuatro títulos fueron publicados en Madrid por Ediciones La Fauna KPT, en 2019.
La colección está basada en los trabajos del zoólogo venezolano de origen alemán, Pedro Trebbau, apoyada en la investigación documental de Israel Cañizales y Salvador Boher. La adaptación de los textos está a cargo del escritor Eduardo Sánchez Rugeles.
Las ilustraciones son del artista Leonardo Rodríguez.
La dirección editorial de la colección está a cargo de Miriam Ardizzone y la dirección de arte y diseño, por parte de Manuel González Ruiz. 

## Historia
Esta colección surge como parte del rescate del acervo científico de Pedro Trebbau, iniciado con la reedición de la obra Venezuela y sus tortugas (2018), así como de la publicación de la biografía Trebbau: Maestro por naturaleza (2018), de Albor Rodríguez. Colección La Fauna busca sintetizar parte de la obra divulgativa de este zoólogo, la cual se ha caracterizado no solamente por publicaciones monográficas, también por la difusión en televisión, a través de programas de corte conservacionista y de conocimiento de la flora y fauna de Venezuela para el gran público. Ejemplo de ello: Zoológico Infantil, La Fauna y Campamento en la selva, transmitidos por la Televisora Nacional-Canal 5 y Venezolana de Televisión, en las décadas de los setenta y ochenta. 
Igualmente, en la trayectoria de Trebbau, destacan la dirección del Parque Zoológico El Pinar, y la fundación del Zoológico de Caricuao, ambos en la ciudad de Caracas.

## Publicaciones
| ISBN              | Título              |
| ----------------- | ------------------- |
| 978-84-09-09108-9 | Cocodrilo americano |
| 978-84-09-09107-2 | Águila arpía        |
| 978-84-09-09106-5 | Oso hormiguero      |
| 978-84-09-10689-9 | Ocelote             |